# Retinale Gefäßanalyse
Die retinale Gefäßanalyse ist ein nicht-invasives Untersuchungsverfahren der Netzhaut-Gefäße (Okulärer Blutfluss), mit dem Rückschlüsse auf das Verhalten und die Funktion von Blutgefäßen  auch in anderen Körperregionen gezogen werden können. Die Methode wird vor allem von Augenärzten, Kardiologen, Internisten und Neurologen sowie von Spezialisten anderer Fachrichtungen eingesetzt.

## Untersuchungsmethode
Es gibt zwei Varianten der Untersuchungstechnik, bei der eine spezielle Funduskamera eingesetzt wird, der Retinal Vessel Analyzer (eine Entwicklung der in Jena ansässigen Firma Imedos), die Durchmesser bestimmter kleiner Arterien und Venen am Augenhintergrund misst. Bei der statischen retinalen Gefäßanalyse ist dies eine Momentaufnahme; bei der dynamischen Variante der Untersuchung wird mit einem 12,5 Hz optoelektrischem Flickerlicht eine Stimulation ausgeübt und die Änderung des Gefäßdurchmessers quantifiziert. Dieser Test kann in unterschiedlichen Protokollen erfolgen, zum Beispiel in Form von dreimal 20 Sekunden Flickerlicht mit jeweils 80 Sekunden Erholungszeit dazwischen. Die Untersuchung erfolgt bei medikamentös erweiterten Pupillen des Patienten; sie ist völlig nicht-invasiv.

## Bedeutung für die Diagnostik
Das Ziel der Untersuchung mit dem Retinal Vessel Analyser ist es, den Zustand der Gefäße am Augenhintergrund zu beurteilen und daraus Rückschlüsse auch auf deren Zustand in anderen Bereichen des Körpers zu ziehen. Dass die Analyse der kleinen Netzhautgefäße eine Aussage über die generalisierte Gefäßsituation erlaubt und ein Prädiktor für Risikofaktoren ist, haben zahlreiche neuere Studien dokumentiert. Vor allem die dynamische Gefäßanalyse ist offenbar geeignet, Gefäßschäden – zum Beispiel durch Alterungsprozesse oder Stoffwechselerkrankungen – bereits im Frühstadium zu erkennen.
So hat beispielsweise die Arbeitsgruppe um Andreas Flammer von der Kardiologischen Klinik der Universität Zürich die retinale Gefässanalyse (in der internationalen Fachliteratur RVA für retinal vessel analysis, abgekürzt) bei 74 Patienten mit kompensierter Herzinsuffizienz, bei 74 Menschen mit kardiovaskulären Risikofaktoren und bei 74 Kontrollpersonen eingesetzt. Dabei zeigte sich, dass die von Flickerlicht induzierte Erweiterung von Arteriolen in der Netzhaut bei den Patienten mit Herzversagen signifikant erniedrigt war. Dieser als FIDart (flicker induced dilatation of retinal arterioles) bezeichnete Parameter betrug in der Patientengruppe im Schnitt 0,9 %, während er bei den Studienteilnehmern mit Risikofaktoren bei 2,3 % und bei den herzgesunden Kontrollpersonen bei 3,6 % lag. Das bedeutet: die kleinsten Gefäße in der Netzhaut zeigen bei den Herzpatienten auf einen Stimulus eine weit unterdurchschnittliche Reaktion.
Die Arbeitsgruppe um Henner Hanssen von der Abteilung für präventive Sportmedizin der Universität Basel hat einen Zusammenhang des retinalen Gefäßdurchmessers mit einem höheren Risiko für Hypertonie, für Diabetes mellitus und Adipositas, für das vermehrte Auftreten von Herzinfarkt und Schlaganfall sowie für erhöhte kardiale Mortalität nachgewiesen. Der Durchmesser der retinalen Gefäße erlaubt einer neuen Studie der Arbeitsgruppe zufolge Rückschlüsse auf die kardiorespiratorische Gesundheit. Der präventive Wert der Analyse ist von einer großen Studie (n=10.470) aus Boston hervorgehoben worden: die Untersucher reklassifizierten 21 % der weiblichen Teilnehmerinnen aufgrund der RVA von "low risk" in die ein intensiveres Monitoring erfordernde Kategorie "intermediate risk".
Eine Forschergruppe der Technischen Universität München und der Abteilung für Medizintechnik und Technomathematik der FH Aachen hat mit der dynamischen Gefäßanalyse drei Personengruppen untersucht: Patienten mit manifester Alzheimer-Krankheit, Menschen im Vorstadium dieser degenerativen Erkrankung (MCI-Stadium = mild cognitive impairment) und gesunde Kontrollpersonen. Die Reaktion der kleinsten Arterien und Venen in der Netzhaut auf den Lichtstimulus unterschied sich bei den Alzheimer-Patienten und bei den Studienteilnehmern im beginnenden Stadium der Erkrankung auf charakteristische Weise von jener der Gesunden; zum Beispiel erfolgte die maximale Erweiterung der Arteriolen auf den Lichtreiz verzögert und auch die kleinen Venen zeigten ein auffälliges Reaktionsmuster. Die Gefäßreaktion auf Flickerlicht kann nach Einschätzung der Wissenschaftler als ein vielversprechender und leicht anzuwendender künftiger Biomarker für die Diagnose und das Monitoring der Alzheimer-Erkrankung angesehen werden. Diese Ergebnisse wurden 2019 durch eine italienische Arbeitsgruppe bestätigt, die bei Patienten mit Alzheimer und MCI ein deutlich verändertes Verhalten der Netzhautgefäße und eine inverse Korrelation dieser Anomalien mit dem Spiegel der Beta-Amyloid-Proteine in der Rückenmarksflüssigkeit dokumentierten.